# Tanner Hawkinson
Tanner Hawkinson (McPherson, 14 maggio 1990) è un ex giocatore di football americano statunitense che ha militato nel ruolo di offensive tackle nella National Football League (NFL). Fu scelto nel corso del quinto giro (156º assoluto) del Draft NFL 2013 dai Cincinnati Bengals. Al college ha giocato a football all’Università del Kansas.

## Carriera

### Cincinnati Bengals
Hawkinson fu scelto nel corso del quinto giro del Draft 2013 dai Cincinnati Bengals. Debuttò come professionista nella penultima partita della sua stagione da rookie nella vittoria per 42-14 sui Minnesota Vikings e quella fu la sua unica presenza. Nella successiva invece scese in campo tre volte.